# Ray Whitney (homme politique)
Pour les articles homonymes, voir Whitney.
Raymond William Whitney (28 novembre 1930 - 15 août 2012) est un homme politique conservateur britannique.

## Biographie
Né à Northampton, Whitney fait ses études à la Wellingborough School et à l'Académie royale militaire de Sandhurst, avant d'être nommé au Northamptonshire Regiment. Il démissionne en 1964 pour rejoindre le service diplomatique et sert de 1966 à 1968 comme premier secrétaire à l'ambassade britannique à Pékin pendant la révolution culturelle. Il exerce les fonctions de haut-commissaire adjoint au Bangladesh entre 1973 et 1976 et, lors de sa dernière nomination, il est chef du département de la recherche sur l'information, le département de contre-propagande du ministère des Affaires étrangères.
Whitney est élu député pour Wycombe lors d'une élection partielle en 1978 causée par la mort de John Hall. Il est Secrétaire parlementaire privé (PPS) de Nigel Lawson et Peter Rees au Trésor. Après les élections générales de 1983, il est nommé sous-secrétaire d'État parlementaire au ministère des Affaires étrangères, occupant le même poste au ministère de la Santé et de la Sécurité sociale d'octobre 1984 à septembre 1986.
Whitney ne se représente pas aux élections générales de 2001, et est remplacé par Paul Goodman.